# Krummhörn
Krummhörn – gmina samodzielna (niem. Einheitsgemeinde) w Niemczech, w kraju związkowym Dolna Saksonia, w powiecie Aurich.

## Geografia
Gmina Krummhörn położona jest bezpośrednio nad Morzem Północnym, ok. 15 km od miasta Emden.

## Dzielnice
W skład obszaru gminy wchodzą następujące dzielnice:
| - Campen - Canum - Eilsum - Freepsum - Greetsiel - Grimersum - Groothusen | - Hamswehrum - Jennelt - Loquard - Manslagt - Pewsum - Pilsum - Rysum | - Upleward - Uttum - Visquard - Woltzeten - Woquard |